# Hobbs-Gletscher (Ostantarktika)
Der Hobbs-Gletscher ist ein 11 km langer und bis zu 3 km breiter Gletscher an der Scott-Küste des ostantarktischen Viktorialands. Er fließt rund 3 km südlich des Blue Glacier aus den Denton Hills in östlicher Richtung und endet oberhalb der Salmon Bay.
Entdeckt wurde er bei der Discovery-Expedition (1901–1904) unter der Leitung des britischen Polarforschers Robert Falcon Scott. Teilnehmer der ebenfalls von Scott geleiteten Terra-Nova-Expedition (1910–1913) erkundeten das Gebiet genauer und benannten den Gletscher nach dem US-amerikanischen Glaziologen William Herbert Hobbs (1864–1953).